# Abrahamia
Abrahamia is een geslacht uit de pruikenboomfamilie (Anacardiaceae). De soorten komen voor op  Madagaskar.

## Soorten
- Abrahamia antongilensis Randrian. & Lowry
- Abrahamia betamponensis Randrian. & Lowry
- Abrahamia buxifolia (H.Perrier) Randrian. & Lowry
- Abrahamia capuronii Randrian. & Lowry
- Abrahamia darainensis Randrian. & Lowry
- Abrahamia deflexa (H.Perrier) Randrian. & Lowry
- Abrahamia delphinensis Randrian. & Lowry
- Abrahamia ditimena (H.Perrier) Randrian. & Lowry
- Abrahamia ellipticarpa Randrian. & Lowry
- Abrahamia elongata Randrian. & Lowry
- Abrahamia grandidieri (Engl.) Randrian. & Lowry
- Abrahamia humbertii (H.Perrier) Randrian. & Lowry
- Abrahamia ibityensis (H.Perrier) Randrian. & Lowry
- Abrahamia itremoensis Randrian. & Lowry
- Abrahamia latifolia (Engl.) Randrian. & Lowry
- Abrahamia lecomtei (H.Perrier) Randrian. & Lowry
- Abrahamia lenticellata Randrian. & Lowry
- Abrahamia littoralis Randrian. & Lowry
- Abrahamia lokobensis Randrian. & Lowry
- Abrahamia longipetiolata Randrian. & Lowry
- Abrahamia louvelii (H.Perrier) Randrian. & Lowry
- Abrahamia minutifolia Randrian. & Lowry
- Abrahamia nitida (Engl.) Randrian. & Lowry
- Abrahamia oblongifolia (Engl.) Randrian. & Lowry
- Abrahamia patrickii Randrian. & Lowry
- Abrahamia pauciflora (Engl. ex H.Perrier) Randrian. & Lowry
- Abrahamia phillipsonii Randrian. & Lowry
- Abrahamia revoluta Randrian. & Lowry
- Abrahamia sambiranensis Randrian. & Lowry
- Abrahamia sericea (Engl.) Randrian. & Lowry
- Abrahamia suarezensis Randrian. & Lowry
- Abrahamia thouvenotii (Lecomte) Randrian. & Lowry
- Abrahamia turkii Randrian. & Lowry
- Abrahamia viguieri (H.Perrier) Randrian. & Lowry

... · 
Anacardium · 
Bouea · 
Buchanania · 
Cotinus · 
Mangifera · 
Pistacia (Pistache) · 
Protorhus · 
Rhus · 
Schinus · 
Sclerocarya · 
Sorindeia · 
Spondias · 
Toxicodendron · 
...